# 丹羽周
丹羽 周（にわ しゅう、1983年 - ）は、岐阜県出身の構成作家（放送作家）。テレビ番組の制作などを行う株式会社ワニプロの代表取締役。

## プロフィール
京都大学経済学部卒業。その後、住友商事で3年働き、よしもとの養成所を経てテレビ・ネット番組の構成作家（放送作家）になる。バラエティーからドキュメンタリーまで、ノンジャンルで構成を行っている。またスターダストでEBiDAN 39&KiDS（EBiDAN）の演技、トークの講師も担当。
趣味は、競馬。

## 主な担当番組
NHK
●たとえＢＡＲ
- ナインティナインのいっちょまえ!
- 青春リアル
- ウワサ君とカガクちゃん
- 鬼伝

TBS
- 有吉ジャポン

フジテレビ
- ミスオブミスキャンパスクイーンコンテスト
- あさこの花鳥風月

テレビ朝日
- あなたの体の悩みが2週間でスッキリ!!カラダお助けツアー!

テレビ東京
- 覆面恋愛
- モノマネでもいいから聴きたい！平成・昭和の名曲ベスト55

TOKYO MX
- 超XD
- 恵比寿ケチャッピュ
- BATTLE☆DISH//
- テリー伊藤のトラブルハンター
- テリー伊藤のマル金ライダー8
- あなたは見た目で損している⁉
- パックン・河北麻友子・池澤あやか VRフレンズ2

BS
- 超DプリカスZ
- スター☆ドリーマーズ
- ミュージック☆ロード
- ○○恋愛中
- がん予防最前線
- Innovative Tomorrow　～VRが変えるあの業界の未来！～

ネット番組
- よしニュー ～よしッ！もっと分かったニュース！～
- イマっぽTV
- 給与明細
- TDK presents 学生イノベーションバトル そのヒラメキで世界を変えろ

など